# Dionizje
Dionizje – attyckie święta w starożytnej Grecji na cześć Dionizosa, boga wina (Bachusa)
Początki Dionizji odnajduje się w ostatniej dekadzie szóstego wieku p.n.e., tuż po powstaniu demokracji ateńskiej, nazwa dionizyjskiej osady mogła więc wzbudzać wówczas uzasadniony entuzjazm, bowiem eleutheria oznacza po grecku „wolność”. Podczas eisagoge rzeźba boga była dekorowana laurami i ubierana w odświętne szaty. Dionizje właściwe rozpoczynały się od pompe – wielkiej procesji ofiarnej, urozmaicanej tańcami i śpiewem, której trasa znajdowała finał w świątyni Dionizosa. Tam składano bogu thysia, przeważnie był to byk.

## Dionizje Wielkie
Dionizje Wielkie. Święto obchodzone w Atenach początkowo przez pięć, potem sześć dni pod koniec marca i na początku kwietnia. Wielkie Dionizje rozpoczynały się od pokazów przedpremierowych (proagon). Podczas proagon uczestnicy konkursów przedstawiali się publiczności poprzez demonstrowanie iogus- treści swoich sztuk. Następnie miała miejsce procesja – nocną porą efebowie uroczyście wnosili (eisagoge) posąg Dionizosa, boga wina, do teatru, by symbolicznie odtworzyć mityczne przybycie boga do Aten z Eleuterai. Pierwszy dzień poświęcony był składaniu Dionizosowi ofiary z kozła, czemu towarzyszył śpiew chłopięcego chóru. Posąg boga przenoszono ze świątyni do gaju Akademosa. W gaju odbywało się nabożeństwo i uczta. Po zachodzie słońca posąg przenoszono w blasku pochodni do Aten. Drugiego dnia miała miejsce prezentacja chórów chłopięcych i męskich. Kolejny dzień był przeznaczony na komedie polityczne. Czwartego, piątego i szóstego dnia trzech autorów prezentowało swoje tragedie (każdy miał jeden dzień na prezentację). Święta dionizyjskie były świętem ruchomym, więc nie figurują pod dokładną datą w attyckim kalendarzu liturgicznym. Ogólnodostępne źródła podają, że Dionizje Wielkie, czyli miejskie, obchodzono w miesiącu zwanym Elafebolion (przełom marca i kwietnia). W Atenach, mniej więcej wówczas, gdy w Delfach rozpoczynał się zimowy okres dionizyjski, „rozpoczynano (...) najnaturalniejsze pod słońcem, niezwiązane z żadnym określonym dniem, obrzędy świąteczne” .

### Wybrani zwycięzcy Dionizji Wielkich

#### Tragedie
- 484 p.n.e. – Ajschylos

- 472 p.n.e. – Ajschylos (Persowie)

- 471 p.n.e. – Polyfrasmon
- 468 p.n.e. – Sofokles (Triptolemos)
- 467 p.n.e. – Ajschylos (Siedmiu przeciw Tebom)
- 463 p.n.e. – Ajschylos (Błagalnice)

- 458 p.n.e. – Ajschylos (Oresteja)
- 449 p.n.e. – Herakleides
- 442 p.n.e. – Sofokles (Antygona) (data przybliżona)
- 441 p.n.e. – Eurypides
- 431 p.n.e. – Euforion, syn Ajschylosa; Sofokles zajął drugie miejsce, Eurypides – trzecie (Medea)
- 428 p.n.e. – Eurypides (Hippolytos uwieńczony)
- 427 p.n.e. – Filokles, siostrzeniec Ajschylosa; Sofokles zajął drugie miejsce (Król Edyp)
- 416 p.n.e. – Agaton
- 415 p.n.e. – Ksenokles
- 409 p.n.e. – Sofokles (Filoktet)
- 405 p.n.e. – Eurypides (Bachantki, Ifigenia w Aulidzie, Alkmeon w Koryncie)
- 372 p.n.e. – Astydamas

#### Komedie
- 486 p.n.e. – Chionideses
- 472 p.n.e. – Magnes
- 458 p.n.e. – Eufonios
- 450 p.n.e. – Krates
- 446 p.n.e. – Kallias
- 437 p.n.e. – Ferekrates
- 435 p.n.e. – Hermippos
- 422 p.n.e. – Kantaros
- 421 p.n.e. – Arystofanes (Pokój – drugie miejsce)
- 414 p.n.e. – Ameipsias
- 402 p.n.e. – Kefisodoros
- 290 p.n.e. – Posejdippos z Kassandrei
- 278 p.n.e. – Filemon
- 185 p.n.e. – Laines
- 183 p.n.e. – Filemon
- 154 p.n.e. – Chairion

## Dionizje Małe
Dionizje wiejskie, obchodzono w Posejdonie (na przełomie grudnia i stycznia), wówczas bowiem nadchodził czas, kiedy młode wino było już wystarczająco dojrzałe, by otwierać pierwsze jego amfory, świętować, organizować zabawy ludowe i procesje taneczne. Współczesne dość dokładne wyobrażenie na temat przebiegu tegoż święta zawdzięczamy ateńskiemu historykowi, Fanodemosowi. Ateńczycy, zebrani w pobliżu stojącej na moczarach (en limnais) świątyni śpiewali sławiące Dionizosa pieśni, tańczyli i „przyzywali boga imionami Euanthes, Dithyrambos, Bakcheutas i Bromios”. Uczestnicy obrzędu przynosili ze sobą do sanktuarium gleukos – młode, słodkie wino – które właśnie podczas owych ceremonii po raz pierwszy w „nowym winnym roku” mieszano z wodą i pito. Historycy podają, że owa bagienna świątynia, jedna z najstarszych w mieście, umiejscowiona była na południe od Akropolu. Informacje takie znaleźć można u Tukidydesa, również sam Fanodemos, wspominając o mieszaniu gleukos z wodą źródlaną, zdaje się potwierdzać tę wersję.

## Oschoforia
Nieco odmienny charakter miały Oschoforia, obchodzone na cześć Dionizosa w miesiącu Pyanepsion (październik-listopad), kiedy to obchodzono najwięcej świąt w roku. Procesję z Aten do Faleronu prowadzili dwaj chłopcy w kobiecych szatach, trzymając w rękach gałęzie winorośli z pełnymi gronami. W Faleronie składano ofiary i − wśród okrzyków − wylewano bogu wino. Święto kończyło się na nadbrzeżnych łąkach, gdzie dejpnoforoj rozdawały posiłki, świętujący tańczyli, a atleci brali udział w biegach. Aż do nocy trwały śpiewy i opowiadanie mitów.